# 清江郡 (隋朝)
清江郡，中国隋朝时设置的郡。
大业时置，治所在盐水县（今湖北省长阳土家族自治县西）。辖境相当今湖北省巴东县南部、长阳土家族自治县、五峰土家族自治县西部及其以西区域。义宁二年（618年）改为施州。天宝元年（742年）施州改为清江郡，下辖清江县（今湖北省恩施市）、建始县（今湖北省建始县）。乾元元年（758年）清江郡改为施州。
唐朝清江郡太守
- 封某（天宝年间）
- 李鐈（天宝年间）